# آندره‌آ دل بوکا
آندره‌آ دل بوکا (انگلیسی: Andrea del Boca؛ زادهٔ ۱۸ اکتبر ۱۹۶۵) بازیگر، خوانندگی اهل آرژانتین است. وی از سال ۱۹۶۹ میلادی تاکنون مشغول فعالیت بوده است.
از فیلم‌ها یا برنامه‌های تلویزیونی که وی در آن نقش داشته است می‌توان به آندره‌آ و ستاره کوچک من اشاره کرد.